# Forpus spengeli
Forpus spengeli — вид птиц из семейства попугаевых.

## Распространение
Обитают в северной части Колумбии.

## Описание
Длина тела 12 см, вес около 28 г. Тело в основном желто-зелёное. Глаза тёмно-коричневые, ноги и клюв светло-персиковые. Характерен половой диморфизм.

## Биология
Эти птицы весьма социальны и собираются в стаи числом до 50 особей. Питаются фруктами (плодами растений рода Cecropia), семенами Mikania sp. и Trema micrantha, а также цветами Ambrosia sp. и Marcgravia sp. и от случая к случаю другими растениями и травами. Сезон размножения длится с мая по август. В кладке 3-7 белых яиц.

## Охранный статус
МСОП присвоил виду охранный статус LC.